# Bollendorf
Bollendorf település Németországban, Rajna-vidék-Pfalz tartományban. Lakosainak száma 1770 fő (2023. december 31.). Bollendorf Wallendorf, Nusbaum, Ferschweiler, Ernzen, Echternacherbrück és Berdorf községekkel határos.

## Jegyzetek

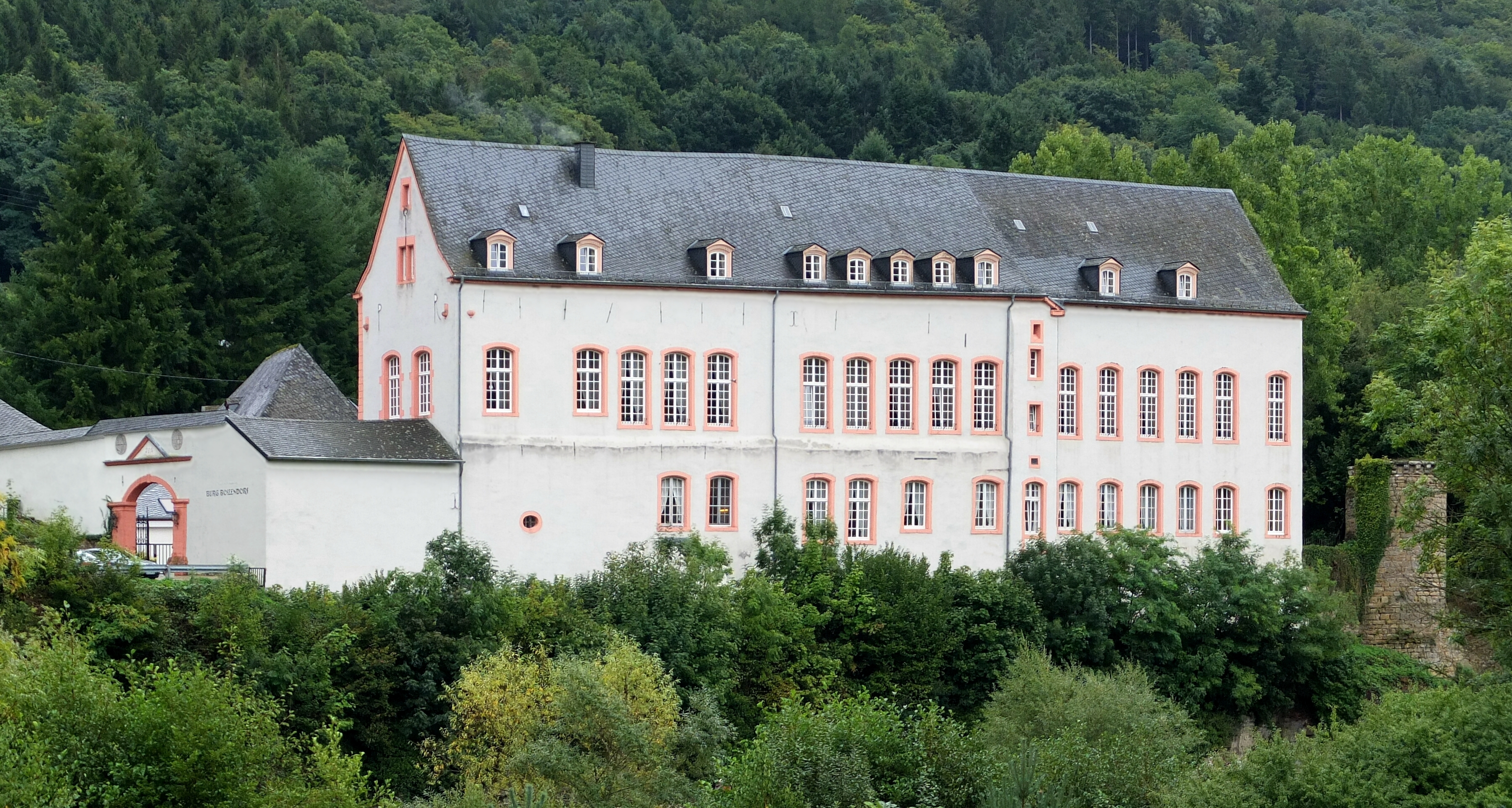
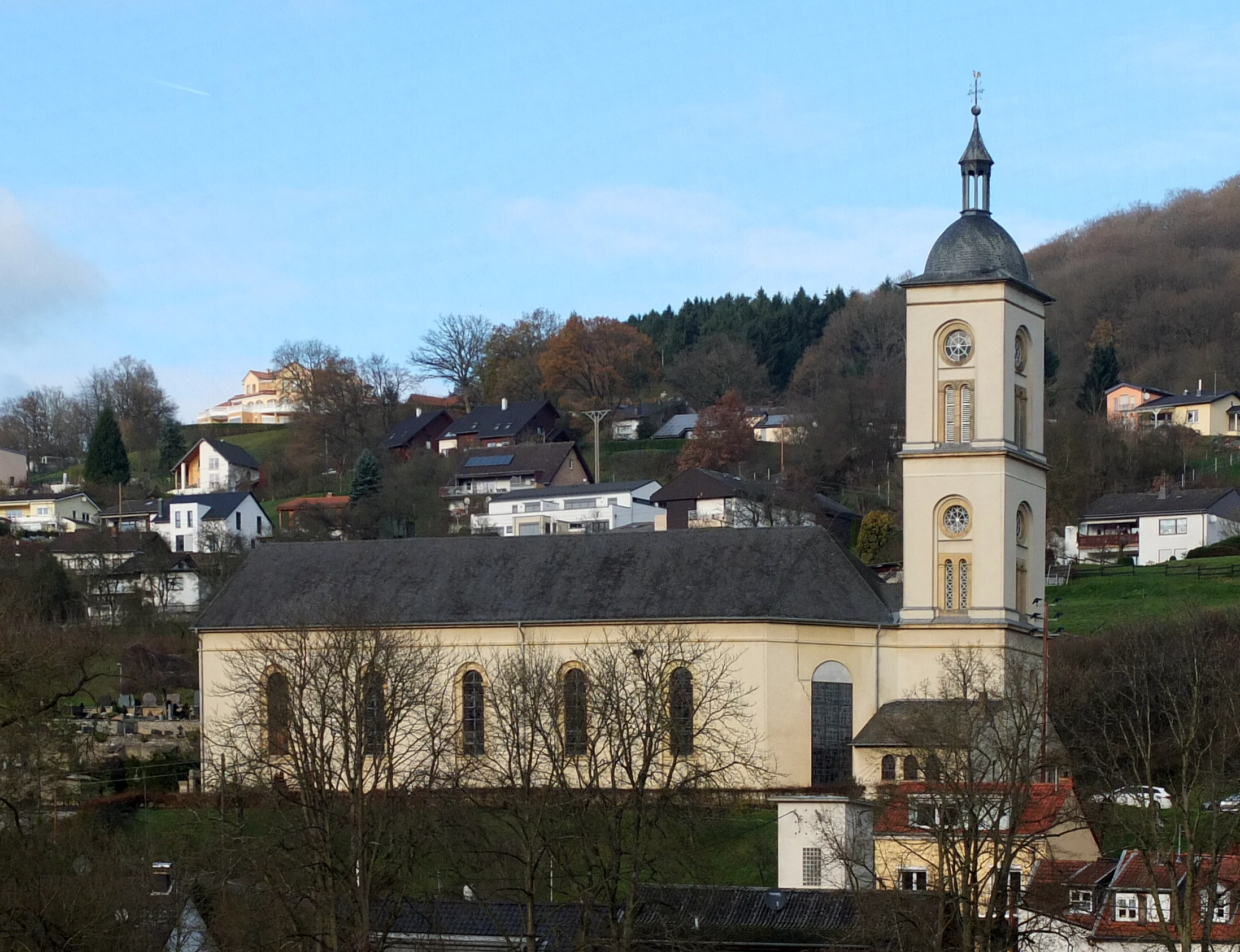
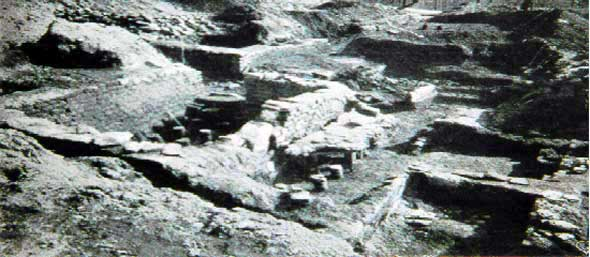
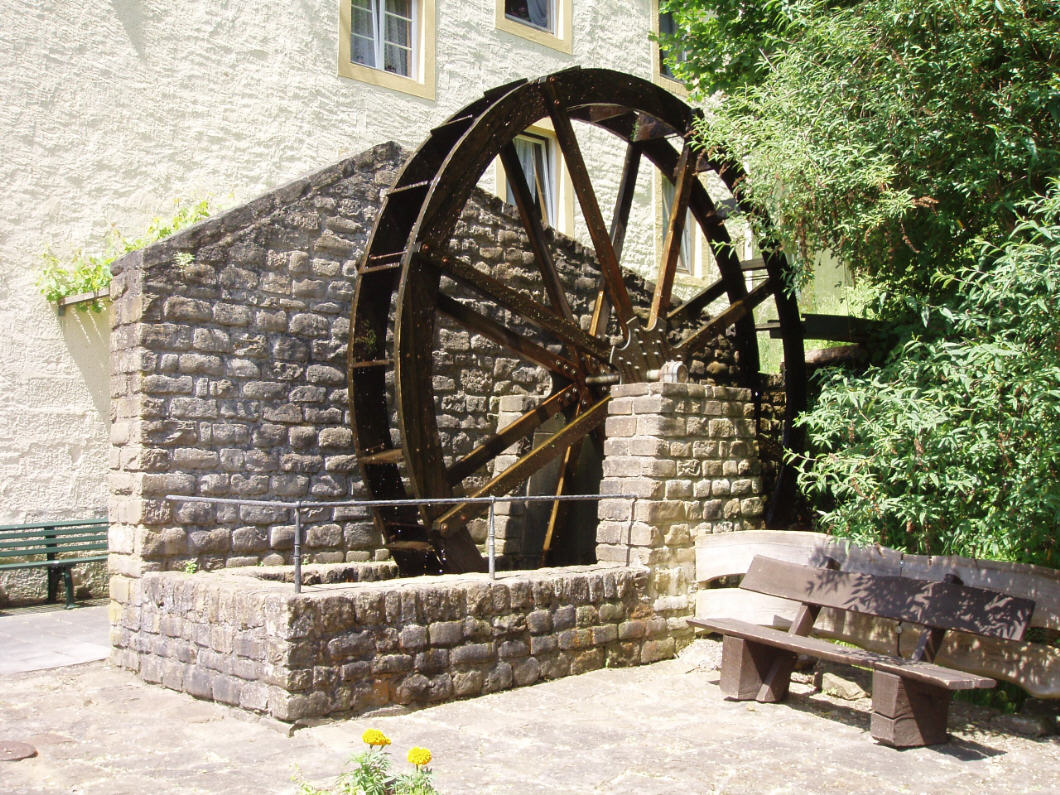

## Népesség
A település népességének változása:
| Lakosok száma | 1492 | 1691 | 1677 | 1741 | 1766 | 1770 |
|               | 1975 | 2017 | 2019 | 2021 | 2022 | 2023 |